# Solonchak

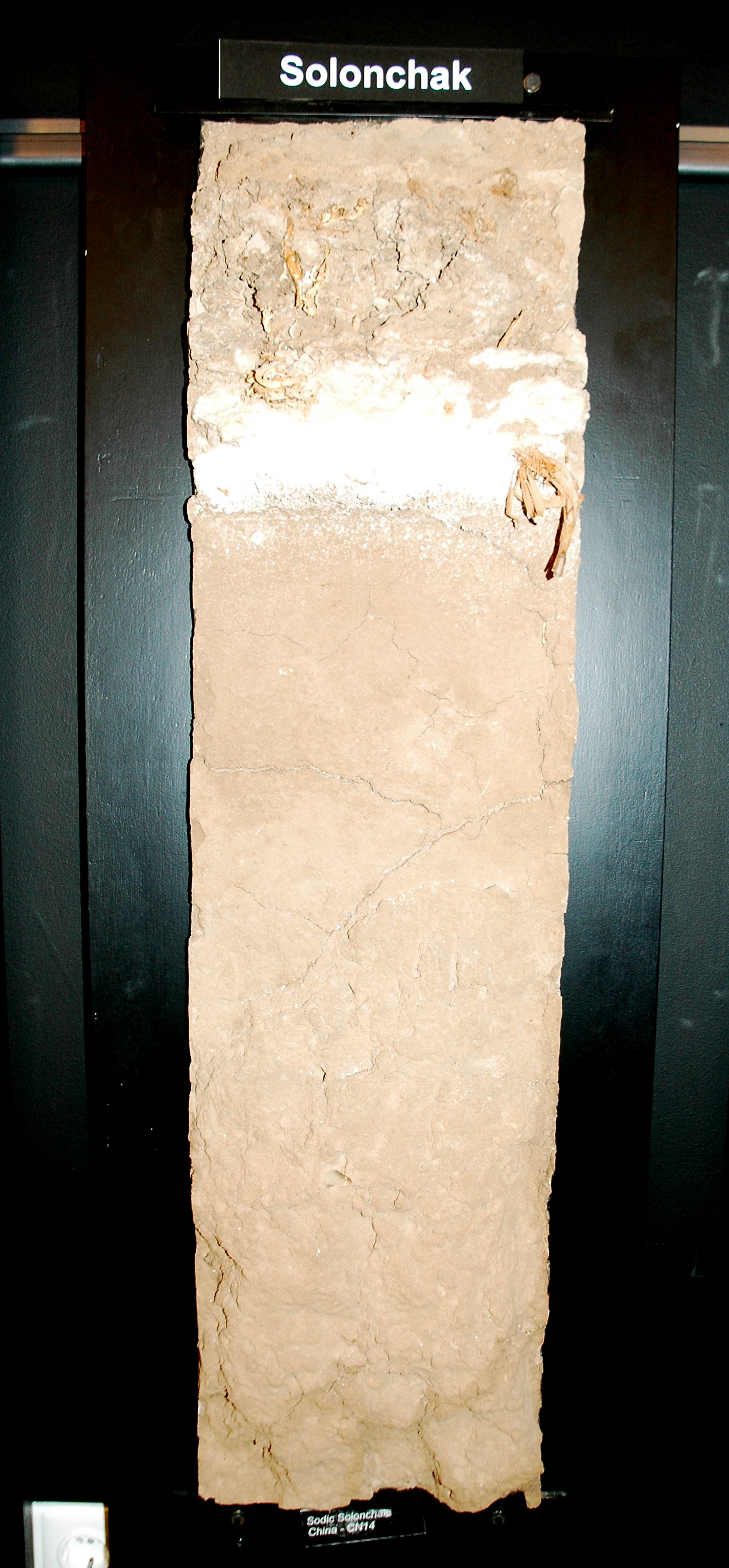
Solonchak (China)

Een Solonchak (Russisch: солончак; solontsjak), in de World Reference Base for Soil Resources, is een bodem met een hoge concentratie oplosbare zouten. In de Amerikaanse classificatie (USDA Soil Taxonomy) worden dit type bodems tot de Salids, een suborder van de Aridisolen, gerekend.
Solonchaks komen voor in semi-aride en aride gebieden met regelmatige wateroverlast, in slecht onderhouden geïrrigeerde gebieden en in kustzones. Het totale areaal op de wereld omvat 260 tot 340 miljoen hectare.
Solonchaks hebben een beperkte mogelijkheid tot verbouw van zout-tolerante gewassen. De meeste Solonchaks liggen braak of worden gebruikt voor extensieve veeteelt.

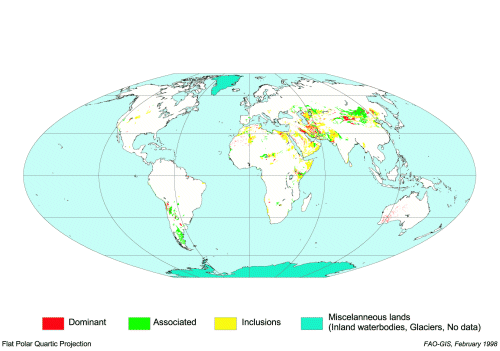
Voorkomen van Solonchaks